# Rita Blankenburg
Rita Blankenburg (* 22. Februar 1942 in Berlin) ist eine ehemalige deutsche Eisschnellläuferin.
Blankenburg, die für den Berliner TSC startete, nahm von 1962 bis 1967 an internationalen Wettbewerben teil. Dabei kam sie in der Saison 1963/64 bei ihrer einzigen Teilnahme an Olympischen Winterspielen im Februar 1964 in Innsbruck auf den 17. Platz über 3000 m. Bei ihrer einzigen Teilnahme an einer Mehrkampfweltmeisterschaft, bei der Mehrkampfweltmeisterschaft 1966 in Trondheim belegte sie den 28. Platz im Mini-Mehrkampf. Ihre beste Platzierung bei DDR-Meisterschaften erreichte sie im Jahr 1966 mit dem dritten Platz über 500 m.

## Persönliche Bestzeiten
| Disziplin | Zeit       | Datum           | Ort      |
| --------- | ---------- | --------------- | -------- |
| 500 m     | 48,9 s     | 5. März 1966    | Berlin   |
| 1000 m    | 1:41,2 min | 29. Januar 1966 | Zakopane |
| 1500 m    | 2:32,5 min | 3. Februar 1966 | Zakopane |
| 3000 m    | 5:33,0 min | 29. Januar 1966 | Zakopane |